# Профіль гірничої виробки
Профіль гірничої виробки (рос. профиль горной выработки, англ. roadway profile, нім. Grubenbauprofil n) — зображення на папері вертикального перерізу гірничої виробки по її поздовжній осі.
На профілі гірничих виробок можуть бути показані фактичні та проектні лінії відкатних колій, лінії покрівлі та підошви виробок, водовідних канавок, розташування пікетів, реперів, їх відмітки та похили на окремих ділянках виробки.